# Kozjak (preval)
Koordinati:   46°12′55″N, 14°48′18″E
Kozjak (658 mnm) je cestni prelaz med Gorenjsko in Štajersko.
Prelaz leži na vzhodnem delu Kamniško-Savinjskih Alp in s cesto, ki poteka preko njega, povezuje Kamnik z Ločico pri Vranskem. Na prelazu se cesta iz Tuhinjske doline, ki je še v celoti na Gorenjskem obrne pred Špitaličem v dolino Motnišnice, ki je del Savinjske doline na Štajersko, in se v Ločici priključi glavni prometnici Ljubljana–Celje.
Meja med Gorenjsko in Štajersko proti vzhodu od prelaza Kozjak poteka proti Trojanam, proti zahodu pa teče po Menini planini in nato po grebenih na preval Črnivec (902 mnm).